# My Passion // Your Pain
My Passion // Your Pain (česky Má vášeň // tvá bolest) je čtvrté studiové album nizozemské melodic death metalové kapely Callenish Circle. Vydáno bylo v roce 2003 hudebním vydavatelstvím Metal Blade Records. Nahráno bylo v německém studiu Stage One producenta Andyho Classena.

## Seznam skladeb
1. "Soul Messiah" – 3:54
2. "Dwelling in Disdain" – 4:10
3. "Forsaken" – 4:55
4. "What Could Have Been..." – 7:13
5. "This Truculent Path" – 5:06
6. "My Hate Unfolds" – 7:07
7. "Misled" – 5:11
8. "My Passion //" – 2:25
9. "Conflicts" – 0:56
10. "// Your Pain" – 4:22
11. "Out of the Body" (coververze od Pestilence) – 4:37

## Sestava
- Patrick Savelkoul – vokály
- Ronny Tyssen – kytara
- Remy Dieteren – kytara
- Gavin Harte – bicí
- Rene Rokx – baskytara
- Gail Liebling – doprovodné vokály
- Kaleen – doprovodné vokály